# Vižinada
Vižinada (tal. Visinada) je općina na zapadnom dijelu Hrvatske, na sjeverozapadu Istre.

## Općinska naselja
Općina Vižinada sastoji se od 27 naselja (stanje 2006.), to su: Bajkini, Baldaši, Brig, Bukori, Crklada, Čuki, Danci, Ferenci, Filipi, Grubići, Jadruhi, Lašići, Markovići, Maštelići, Mekiši kod Vižinade, Nardući, Ohnići, Piškovica, Staniši, Trombal, Velići, Vižinada (Visinada), Vranići kod Vižinade, Vranje Selo, Vrbani, Vrh Lašići i Žudetići.

## Stanovništvo
| broj stanovnika | 2061  | 2272  | 2177  | 2394  | 2643  | 2786  | 3523  | 3753  | 2768  | 1961  | 1760  | 1350  | 1268  | 1150  | 1137  | 1158  | 1142  |
|                 | 1857. | 1869. | 1880. | 1890. | 1900. | 1910. | 1921. | 1931. | 1948. | 1953. | 1961. | 1971. | 1981. | 1991. | 2001. | 2011. | 2021. |

| broj stanovnika | 1449  | 1597  | 1016  | 1026  | 999   | 972   | 2461  | 2611  | 749   | 349   | 324   | 234   | 290   | 250   | 276   | 279   | 269   |
|                 | 1857. | 1869. | 1880. | 1890. | 1900. | 1910. | 1921. | 1931. | 1948. | 1953. | 1961. | 1971. | 1981. | 1991. | 2001. | 2011. | 2021. |

## Poznate osobe
- Antonio Facchinetti
- Michele Facchinetti (1812. – 1852.)
- Carlotta Grisi (1819. – 1899.)
- Marino Baldini, arheolog, povjesničar umjetnosti

## Kultura
U Vižinadi je snimana većina prizora za ratni film Zlato za odvažne.

## Šport
- NK Vižinada, 2. ŽNL Istarska (2023./24.)
- Kickboxing klub Zeus

## Vanjske poveznice
- Službene stranice općine Vižinada
- Vižinada  Arhivirana inačica izvorne stranice od 11. ožujka 2011. (Wayback Machine)

### Ostali projekti
|  | Zajednički poslužitelj ima još gradiva o temi Vižinada |